# Eric Weinberg
Eric Weinberg est un scénariste et producteur de télévision américain, notamment connu pour être l'un des producteurs exécutifs de la série télévisée Scrubs et le créateur de la série Death Valley.
Au cours de sa carrière, Eric Weinberg fut nommé cinq fois aux Emmy Awards.

## Vie privée
Le 14 juillet 2022, Weinberg a été arrêté par le département de police de Los Angeles pour plusieurs accusations d'agression sexuelle entre 2012 et 2019. Il est détenu sous caution de 3,225 millions de dollars,,.